# Nový Zéland na Letních olympijských hrách 2004
Nový Zéland se účastnil Letní olympiády 2004. Zastupovalo ho 148 sportovců (81 mužů a 67 žen) v 18 sportech.

## Medailisté
| Medaile | Jméno                                                 | Sport      | Soutěž                             |
| ------- | ----------------------------------------------------- | ---------- | ---------------------------------- |
| Zlato   | Sarah Ulmer                                           | Cyklistika | Ženy stíhací závod (jednotlivkyně) |
| Zlato   | Caroline Evers-Swindellová Georgina Evers-Swindellová | Veslování  | Ženy dvojskif                      |
| Zlato   | Hamish Carter                                         | Triatlon   | Muži                               |
| Stříbro | Ben Fouhy                                             | Kanoistika | muži K1 1000 metrů                 |
| Stříbro | Bevan Docherty                                        | Triatlon   | Muži                               |